# František Gibala
František Gibala (5. dubna 1912, Krajná Poľana – 8. září 1987, Bratislava) byl slovenský sochař s těžištěm svého působení hlavně na východě Slovenska. Používal i umělecké jméno Fraňo Gibala.

## Studium
- 1928-1933 – Státní průmyslová škola sochařská a kamenická, Hořice v Podkrkonoší
- 1933-1937 – Akademie výtvarných umění, Praha – prof. Bohumil Kafka

## Tvorba
Vytvořil velmi mnoho sochařskych děl, které se nacházejí zejména na Slovensku. Kromě toho jde o autora mnoha pamětních desek a množství památníků (Prešov, Košice, Trenčín, Bratislava, Svidník…), bust a sousoší. Známé je jeho sousoší Cyrila a Metoděje v obci Branč v okrese Nitra. Při příležitosti 100. výročí zrušení poddanství dne 30. října 1949 byla slavnostně odhalena jeho socha Ľudovíta Štúra v Levoči. Ve Vysokých Tatrách ve Starém Smokovci je známo jeho sousoší před hotelem Grand s tématem osvobození. Ve Zlatej Bani u Prešova před budovou školy se nachází sousoší Útek z horiacej dediny (česky: Útěk z hořící vesnice).

## Galerie

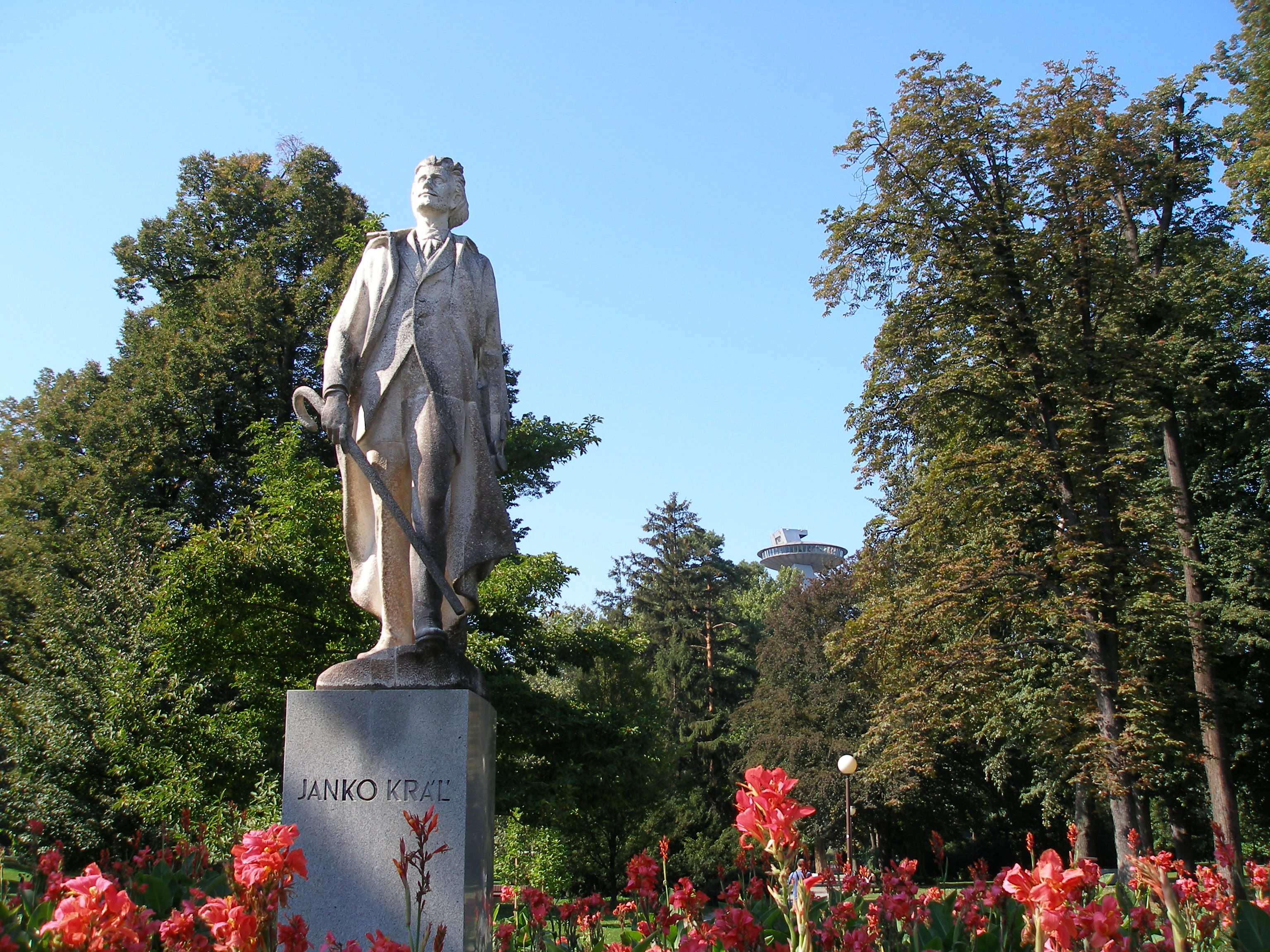
Janko Kráľ v sadu Janka Kráľe, Bratislava
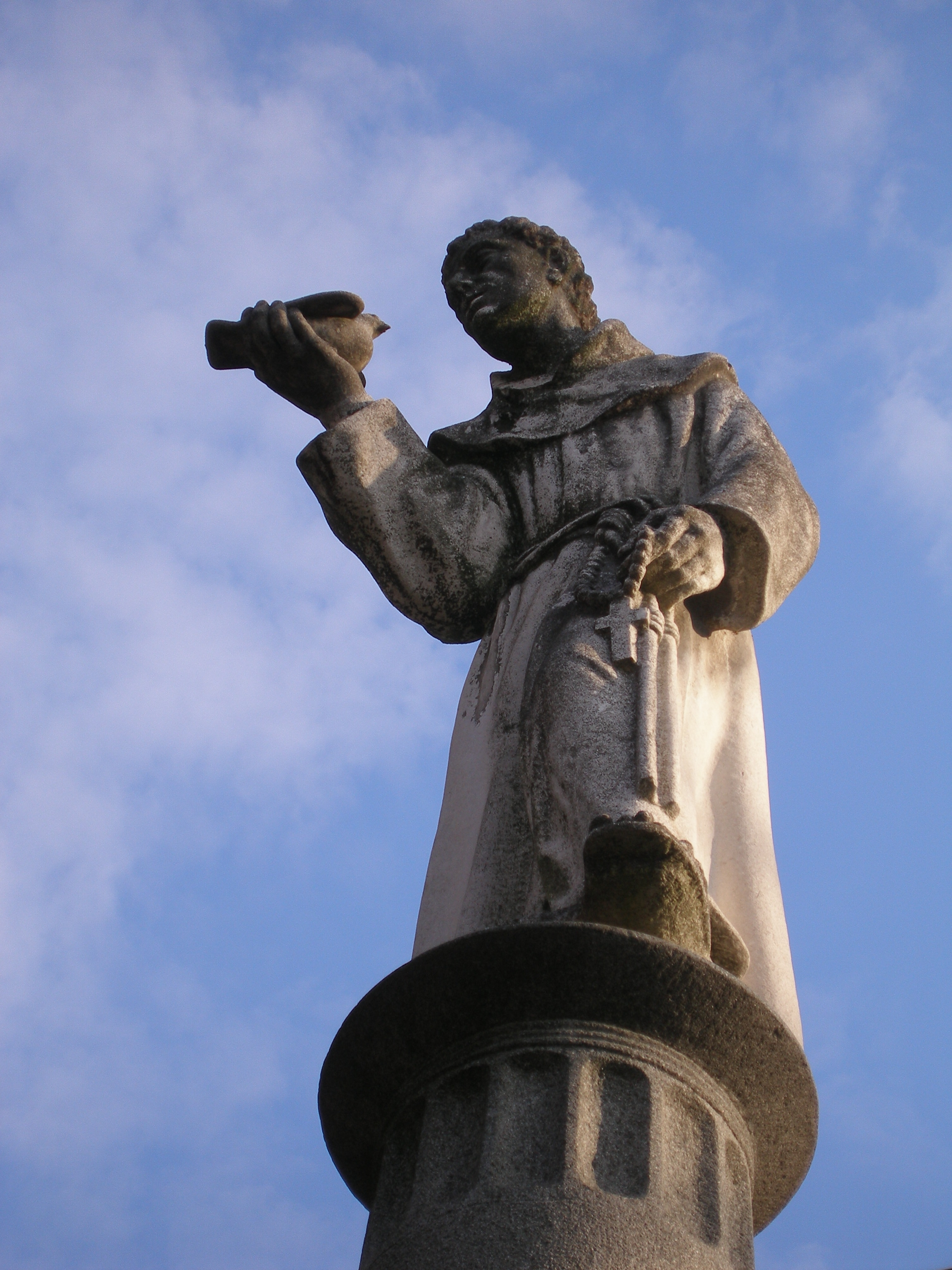
Svätý František v Zahradě umění, Prešov
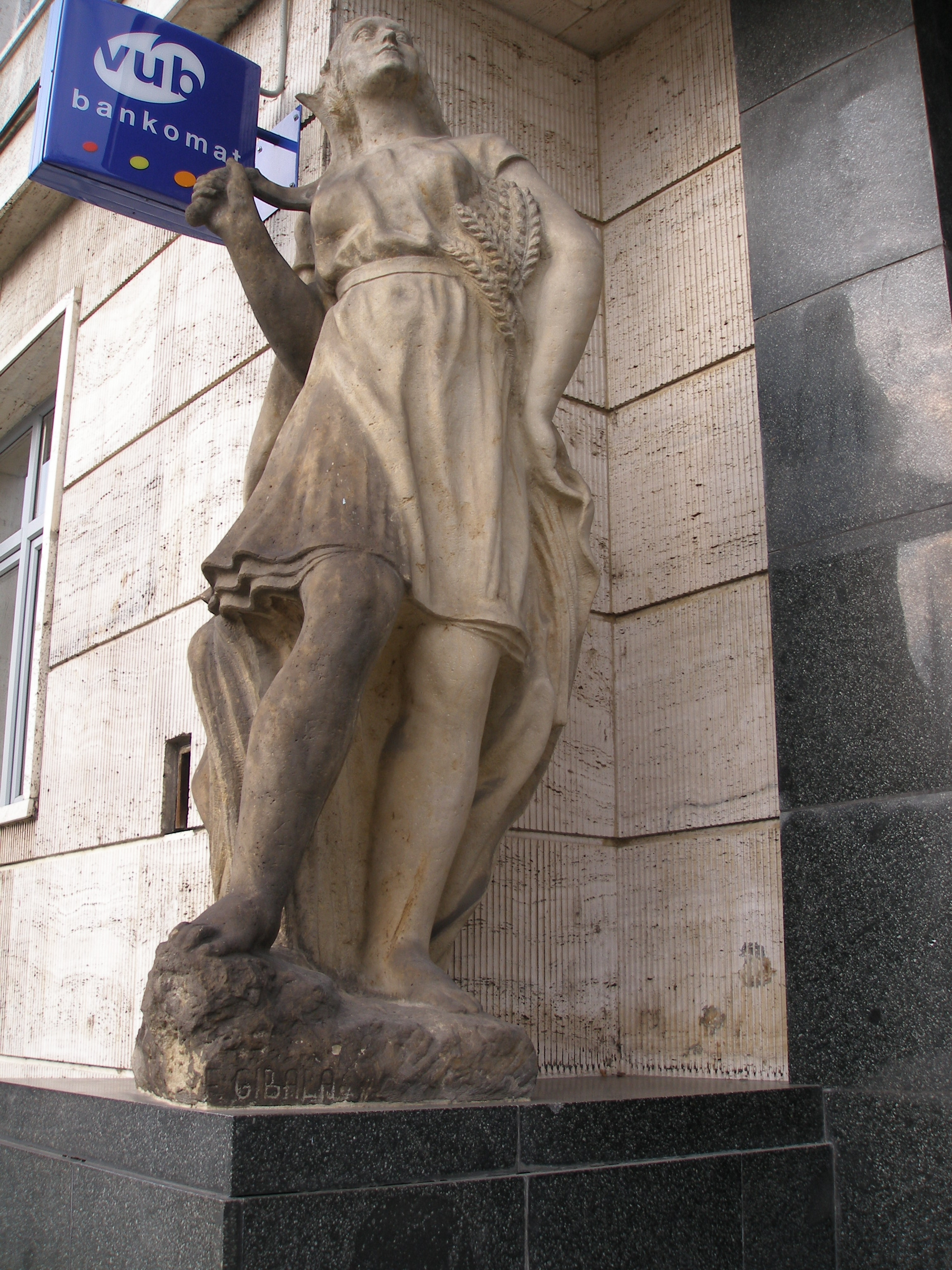
Alegorie Léto, Prešov
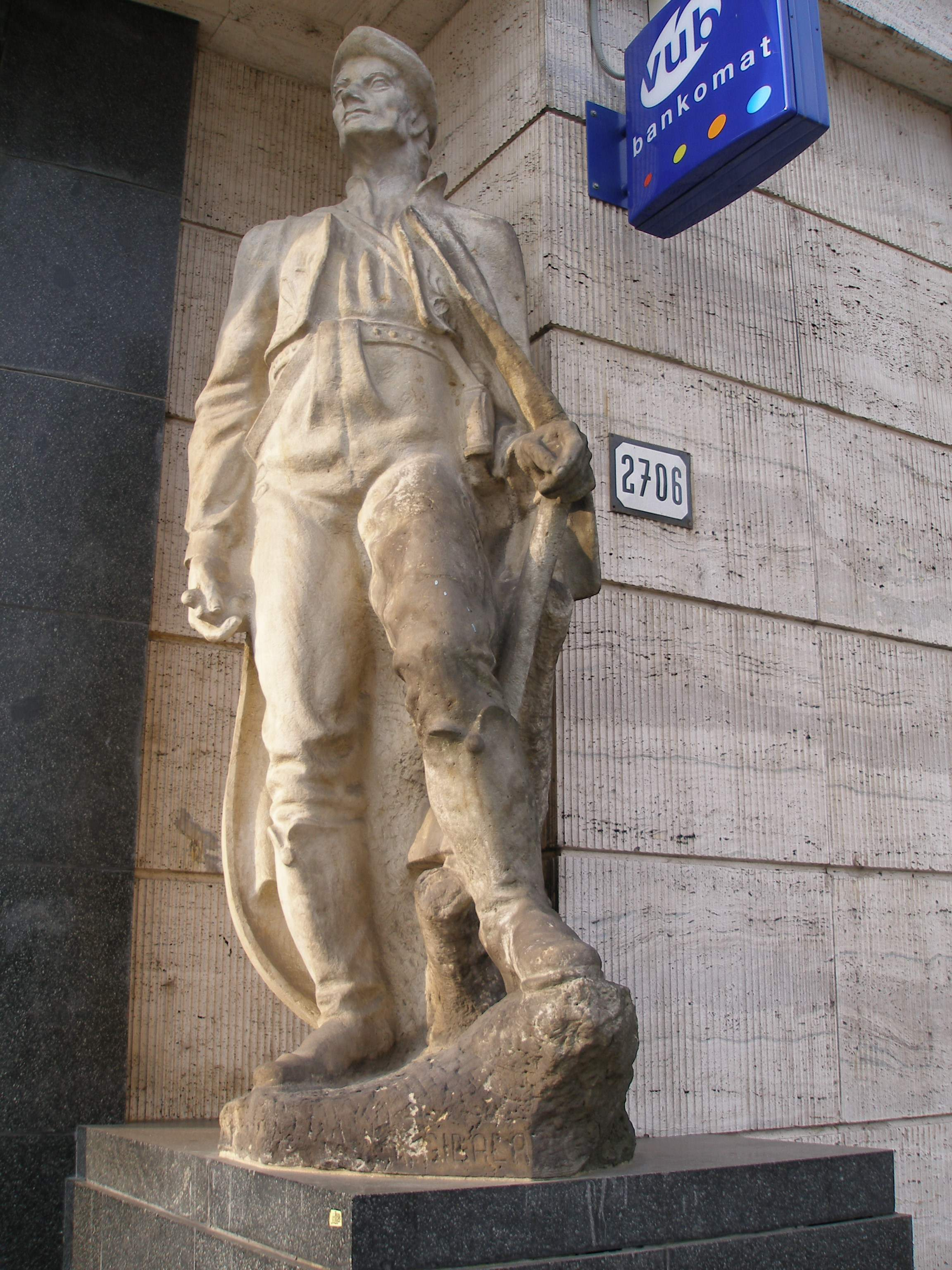
Alegorie Zima, Prešov
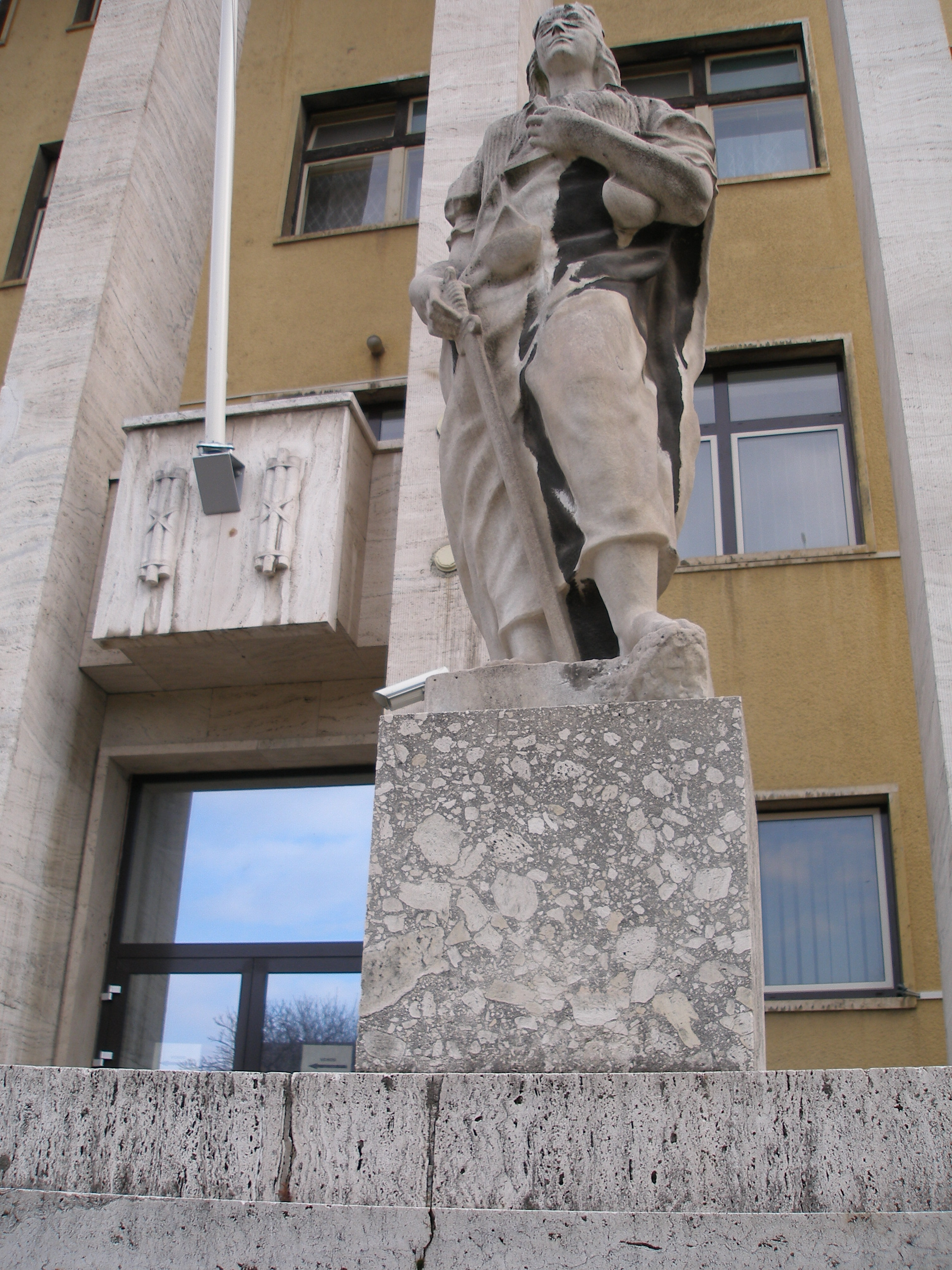
Alegorie Lidová justice, Prešov
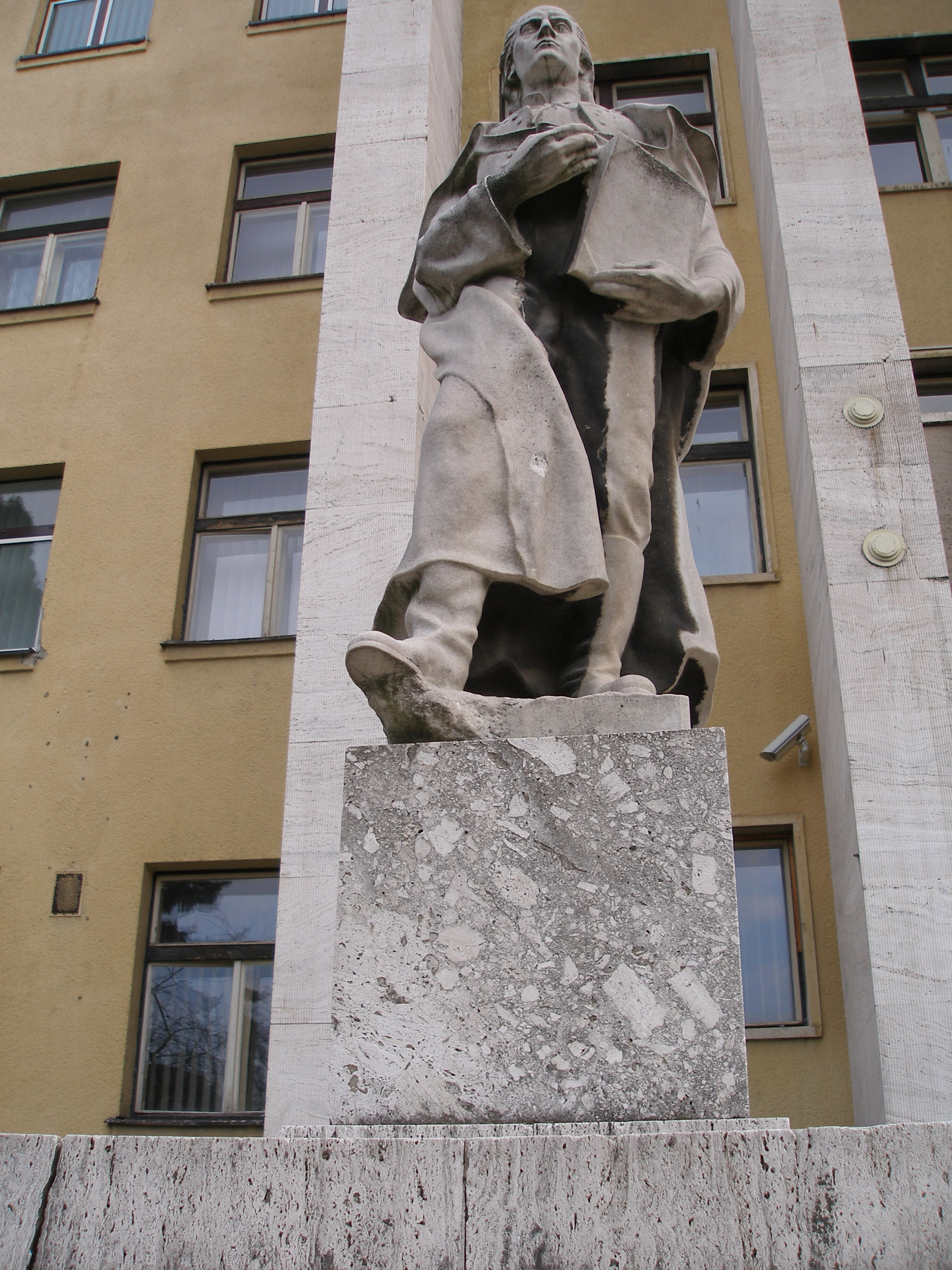
Alegorie Zákon, Prešov
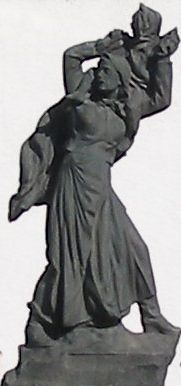
Útěk z hořící obce, Zlatá Baňa
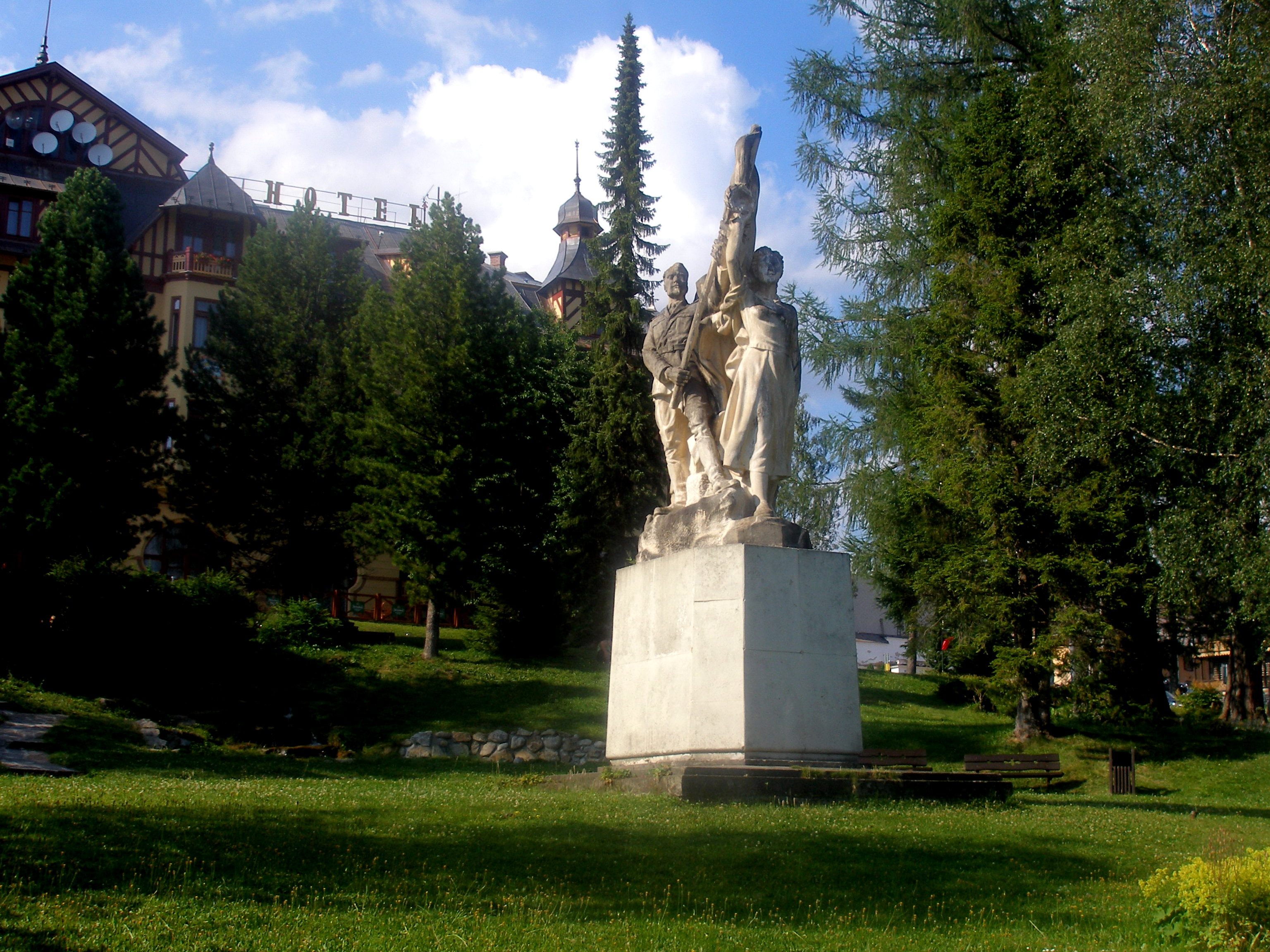
Osvobození, Vysoké Tatry
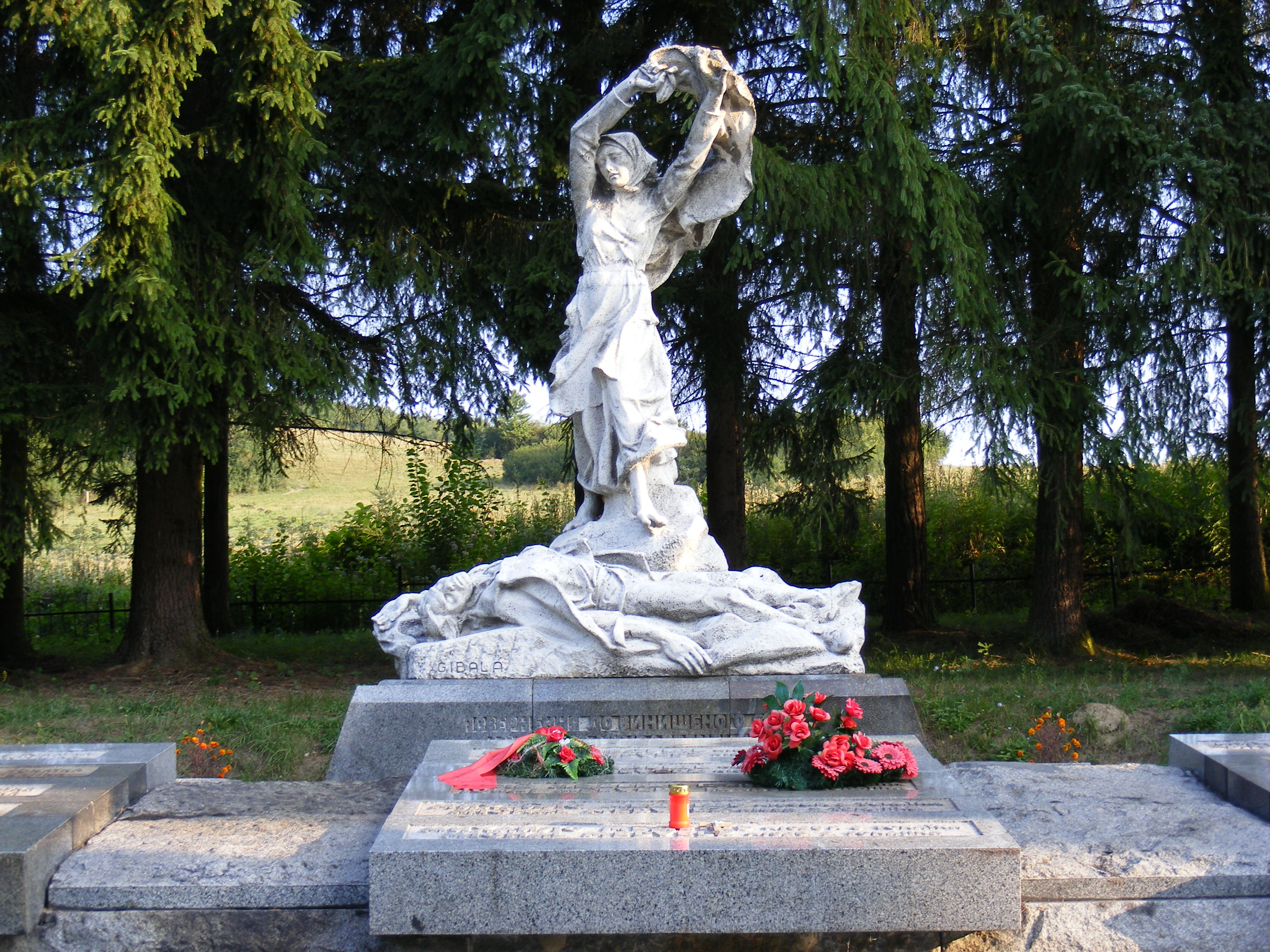
Návrat do vypálené obce, Tokajík
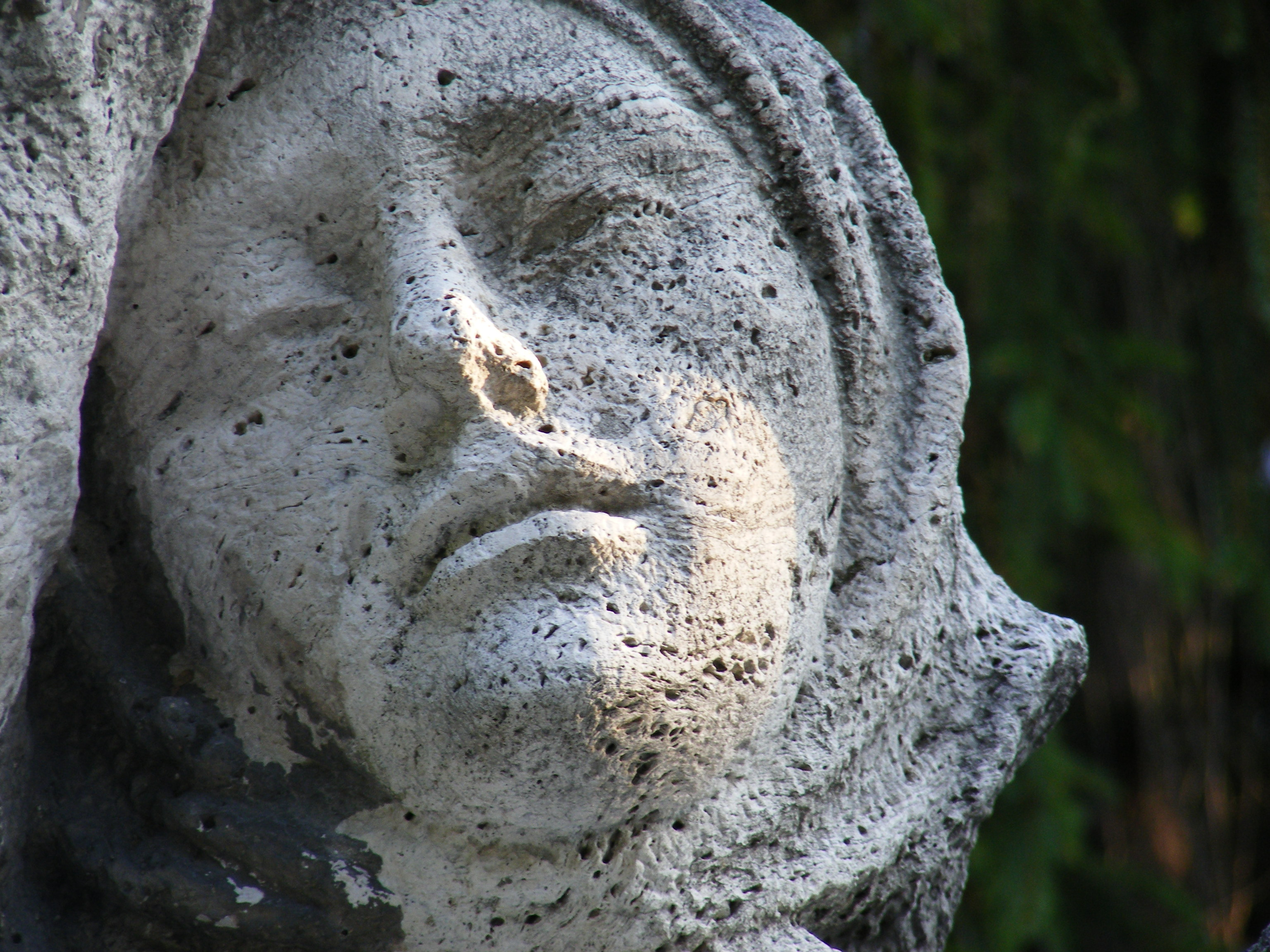
Návrat do vypálené obce - detail, Tokajík
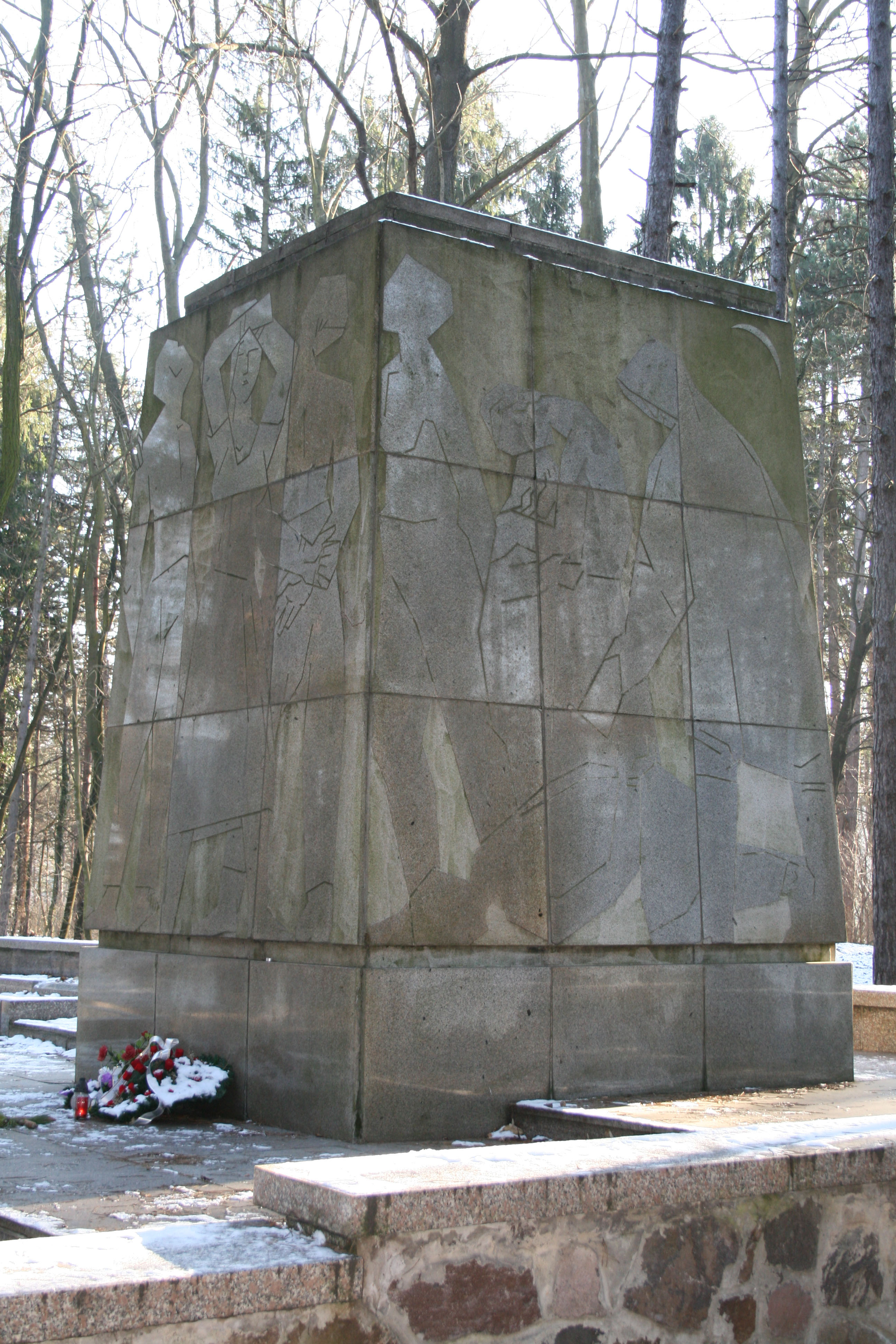
Památník v trenčínské Brezině, sochařské práce
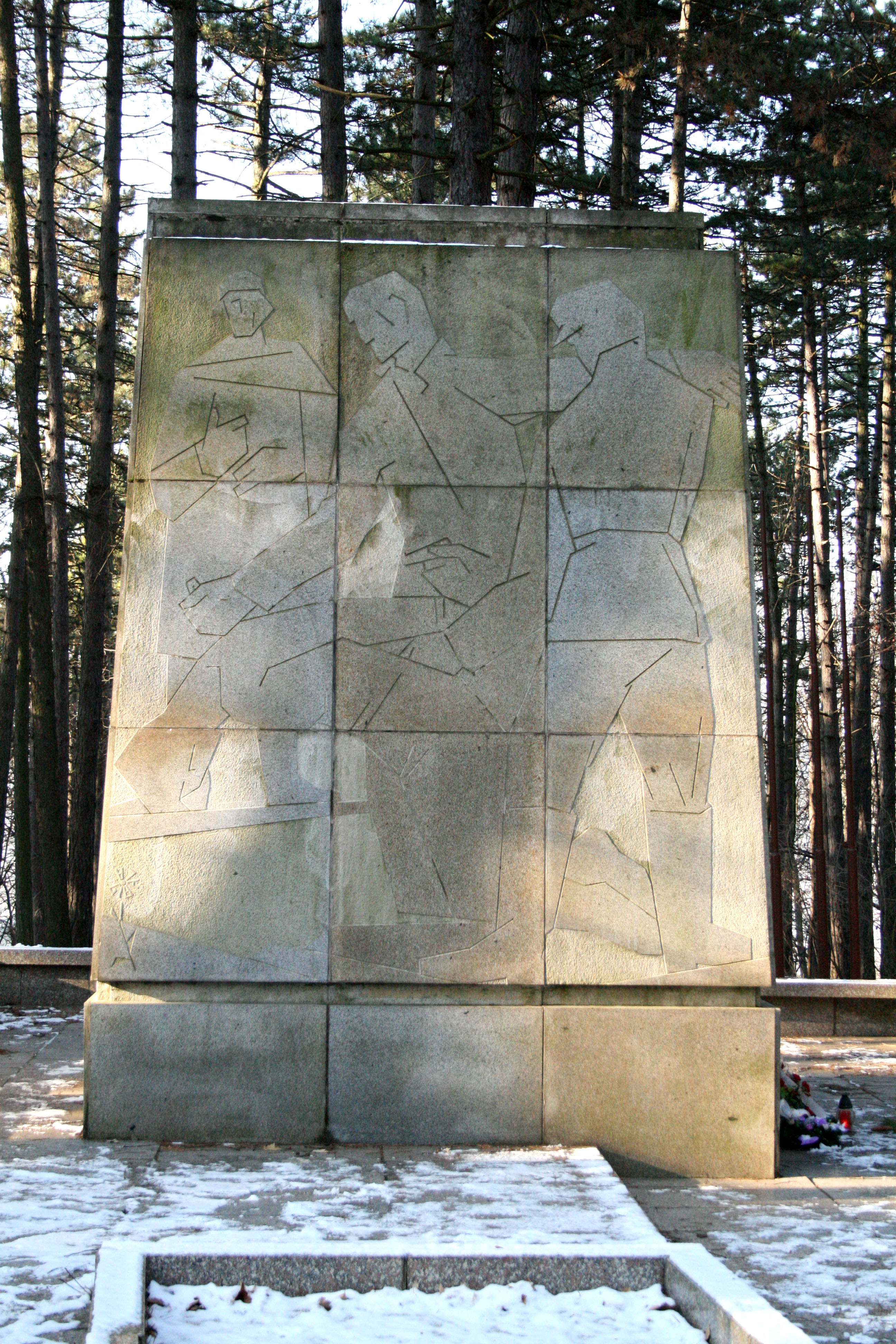
Sochařské práce ve východní části památníku v Brezině